# Adil Candemir
Adil Candemir (* 1917 in Amasya; † 12. Januar 1989) war ein türkischer Ringer.
Candemir wuchs in Amasya auf und begann dort als Jugendlicher mit dem türkischen Nationalsport Ölringen. Daneben startete er aber schon bald auch beim olympischen Ringen und zwar sowohl im griechisch-römischen Stil, als auch im freien Stil. Bereits 1936 gehörte er zum Olympiakader, wurde aber nicht eingesetzt. Seine internationale Karriere begann erst 1948 in London, wo er im Mittelgewicht eine Silbermedaille im freien Stil gewann. Seine Trainer waren damals Onni Pellinen und Nuri Boytorun. Im Jahr 1952 trat er vom internationalen Ringersport zurück. Candemir wurde selbst Trainer und führte unter anderem Mahmut Atalay und Hamit Kaplan in die Weltspitze.

## Internationale Erfolge
(OS = Olympische Spiele, WM = Weltmeisterschaft, EM = Europameisterschaft, GR = griechisch-römischer Stil, F = Freistil, Mi = Mittelgewicht, Hs = Halbschwergewicht, S = Schwergewicht)
- 1948, Silbermedaille, OS in London, F, Mi, mit Siegen über R. Arthur, Australien, Maurice Vachon, Kanada, E. Bowey, Vereinigtes Königreich und einer Niederlage gegen Glen Brand, Vereinigte Staaten;
- 1949, 1. Platz, EM in Istanbul, F, Hs, mit Siegen über Nasir Javid, Iran und Wiking Palm, Schweden;
- 1950, 3. Platz, WM in Stockholm, GR, S, mit Siegen über Ibrahim Orabi, Ägypten und Natale Vecchi, Italien und einer Niederlage gegen Alois Krešnar, Tschechoslowakei;
- 1951, 6. Platz, WM in Helsinki, F, S, mit Sieg über Kenneth Richmond, Vereinigtes Königreich und Niederlagen gegen Ahmed Vafadar, Iran und Bertil Antonsson, Schweden

## Weblink
- Adil Candemir in der Datenbank von Olympedia.org (englisch)

| Personendaten    | Personendaten     |
| ---------------- | ----------------- |
| NAME             | Candemir, Adil    |
| KURZBESCHREIBUNG | türkischer Ringer |
| GEBURTSDATUM     | 1917              |
| GEBURTSORT       | Amasya            |
| STERBEDATUM      | 12. Januar 1989   |